# Brieva de Cameros
Brieva de Cameros tỉnh và cộng đồng tự trị La Rioja, phía bắc Tây Ban Nha. Đô thị này có diện tích là 46,15 ki-lô-mét vuông, dân số năm 2009 là 59 người với mật độ 1,28 người/km². Đô thị này có cự ly 63 km so với Logroño.